# Karl Baedeker junior
Karl Baedeker junior (* 25. Januar 1837 in Koblenz; † 12. Mai 1911 in der Heilanstalt Kennenburg bei Esslingen am Neckar) war ein deutscher Verleger.
Karl Baedeker junior war der Sohn des Verlegers Karl Baedeker (1801–1859). Karl übernahm den Verlag seines Vaters im Jahr 1861, nachdem sein älterer Bruder Ernst (1833–1861) nach nur knapp drei Jahren an der Verlagsspitze mit 28 Jahren verstorben war, Karl war schon seit 1859 Teilhaber gewesen. Nachdem 1861 der erste Baedeker in englischer Sprache erschienen war, baute er diesen Bereich aus. 1869 wurde auch der jüngere Bruder Fritz (1844–1925) Teilhaber des Verlages. Die beiden Brüder gaben 1870 die Buchhandlung ihres Vaters auf und verlegten den Sitz des Verlages 1872 nach Leipzig.
Nach sieben Jahren musste sich Karl 1878 mit 40 Jahren aufgrund einer psychischen Krankheit von der Verlagsführung zurückziehen, Fritz wurde nun Alleininhaber des Verlages. Karl lebte von 1884 bis zu seinem Tode in der Heilanstalt Kennenburg bei Esslingen.
Karl Baedeker war auch als Alpinist bekannt. So war er 1863 bei der Erstbesteigung des Silberhorns in den Berner Alpen dabei, 1864 bei der Erstbesteigung der Ruderhofspitze.

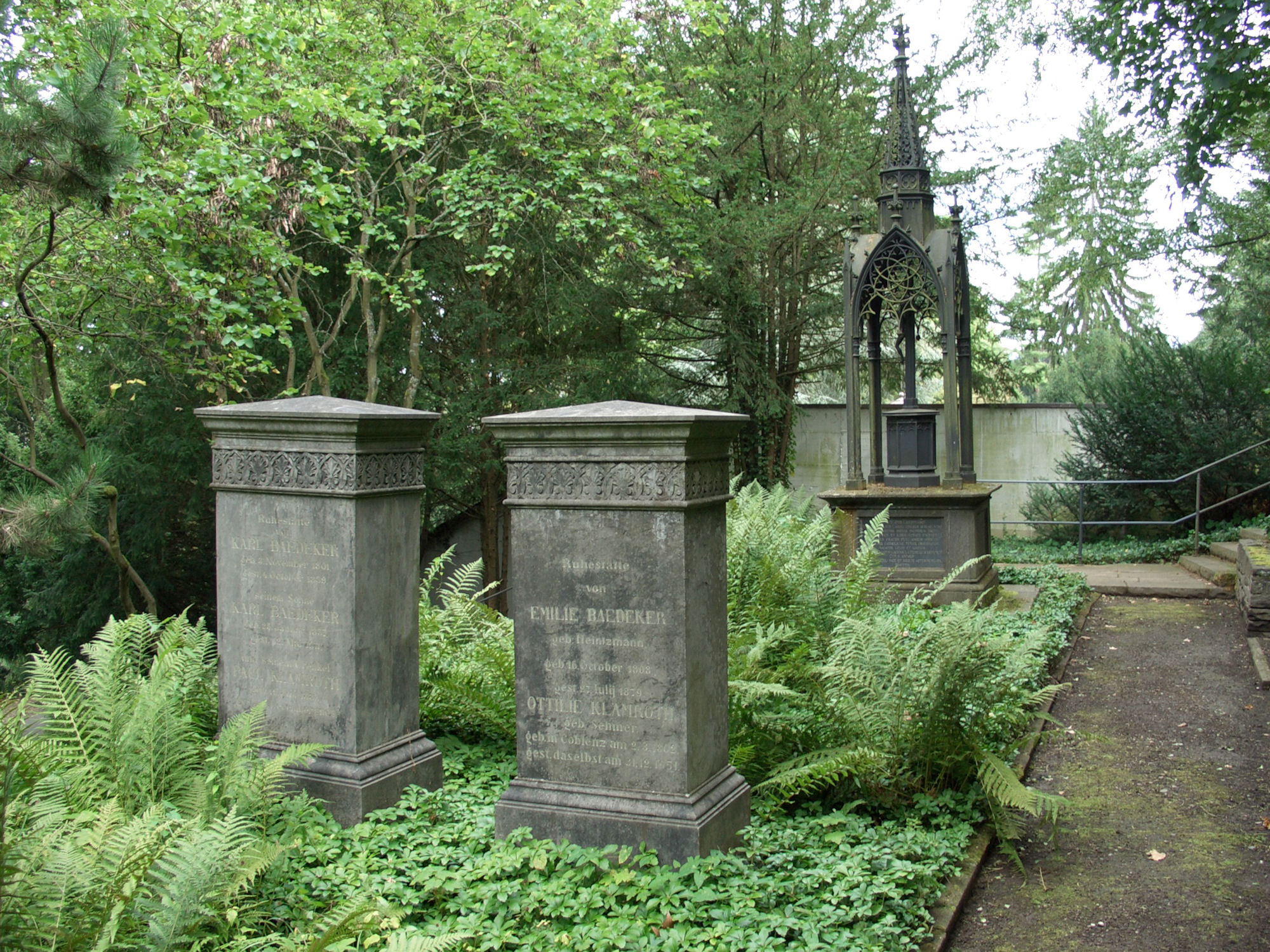
Grabmal von Karl Baedeker auf dem Hauptfriedhof Koblenz (links)

Karl Baedeker liegt im Grab seines Vaters auf dem Koblenzer Hauptfriedhof begraben.